# ديلانسون (نيويورك)
ديلانسون (بالإنجليزية: Delanson, New York)‏ هي منطقة سكنية تقع في الولايات المتحدة في مقاطعة شينيكتادي، نيويورك. يقدر عدد سكانها بـ 377 نسمة ومساحتها 1.6 كم2 وترتفع عن سطح البحر 249 متر.